# Supkultura
Supkultura ili  potkultura, skup normi, sustava vrijednosti i obrazaca ponašanja, koje razlikuju jednu grupu ljudi od kulture šire zajednice kojoj pripadaju.
U drugoj polovici 1960-ih godina nastaju mnogi društveni pokreti, a zajedno s njima mnoge supkulture čije je zajedničko ime kontrakultura. Prvi koji su proučavali pojam supkulture u sociologiji su bili pripadnici čikaške škole.
Govoreći o supkulturi najčešće se govori o supkulturi mladih. Glazba ima veliku ulogu u nastajanju supkulturnih grupa. Članovi supkulturnih grupa međusobno se razlikuju, osim po stavovima i ciljevima, i po izgledu, vanjskim obilježjima i interesima. Neke od najpoznatijih supkultura su: hipiji, rokeri, metalci, pankeri, skinheadsi, rastafarijanci, hip hoperi i dr.
Odnos supkulture i dominantne kulture može biti sljedeći:
- prihvaćanje dominantne kulture,
- odvojenost od dominantne kulture, bez suprotstavljanja,
- otpor prema dominantnoj kulturi (kontrakultura ili alternativna kultura).

Karakteristike supkulturnih grupa su:
- samoorganiziranje.
- zajednički stavovi,
- karakterističan naziv,
- relativna trajnost,
- uzrast (mladež)
- nepropisanost uloga i način ponašanja.